# Tahdhib al-Ahkam
 (juillet 2025).
Le contenu est difficilement compréhensible vu les erreurs de traduction, qui sont peut-être dues à l'utilisation d'un logiciel de traduction automatique.

Hadith de la page 369

Tahdhib al-Ahkam (en arabe : تَهْذِيب ٱلَأَحْكَام فِي شَرْح ٱلْمُقْنِعَه ) (Tahdhib al-Ahkam fi Sharh al-Muqni'ah) (lit. Rectification des statuts dans l'explication du déguisement ) est une collection de hadiths, par le spécialiste de Hadith du chiisme duodécimain Abu Ja'far Muhammad Ibn Hasan Tusi, communément appelé Shaykh Tusi. Ce travail figure parmi les quatre livres de l'islam chiite. Il s'agit d'un commentaire sur Al-Muqni'ah par Al-Shaykh Al-Mufid, qui était un théologien chiite duodécimain,.

## Titre
Tahdhib al-Ahkam est traduit par Ludwig W. Adamec comme confirmation de la décision et par IKA Howard comme Le raffinement des lois (tel que discuté).

## Contexte
Al-Istibsar est l'une des quatre grandes collections chiites du Hadith (persan : الكتب الاربعة) rédigé par Shaykh Tusi. Selon Ali Nasiri, lorsque Shaykh Tusi a été transféré à Bagdad et a participé à la session de classe de Shaykh al-Mufid, il a trouvé des hadiths (traditions) contradictoires dans des sources chiites. En raison de sa nomination lors de l'introduction de Tahdhib al-Ahkam il a écrit le livre comme un commentaire sur Al-Muqni'ah pour résoudre la crise de contradiction au séminaire islamique chiite en réponse à sa demande d'ami. Ali Nasiri donne trois raisons pour la sélection d'Al-Muqni'yah par Shaykh Tusi: la dignité d'Al-Shaykh Al-Mufid, Al-Muqni'ah était basée sur la vision chiite et la dernière raison est le fruit de l'intellectuel et mental d'Al-Shaykh Al-Mufid protection.

## Contenu
Cheikh Tusi a expliqué son style en écrivant le Tahdhib al-Ahkam lors de son introduction. Selon le point de vue d'Ali Nasiri, Shaykh Tusi a écrit ce livre sur la base des six phases:  
1. Mentionnez les questions jurisprudentielles en conservant la structure du livre al-Muqni de Shaykh al-Mufid
2. Raconter leur preuve hors tradition (Hadith): Cheikh Tusi nommé à trois types de preuves, le Coran, la Sunna et le consensus (accord des érudits musulmans essentiellement sur les questions religieuses). Il a décrit les types de preuves coraniques. En outre, selon sa croyance, la Sunna peut contenir Moutawatir tradition ou Ahaad. Compte tenu de Shaykh Tusi, le consensus a fait référence à un accord entre universitaires musulmans chiites.
3. Raconter la preuve Hadith: l'une des parties fondamentales à Tahdhib al-Ahkam est de s'appuyer sur la tradition qui protège chaque problème.
4. Raconter la preuve contradictoire: rectifier la tradition conflictuelle était l'objectif principal de Cheikh Tusi pour la rédaction de ce livre. Il a donc consacré l'essentiel de son travail à examiner une telle tradition avec une tradition qui vérifie chaque problème.
5. Décrire la manière de rectifier les traditions concordantes et conflictuelles: après avoir déterminé ce type de tradition, Shaykh Tusi inspecte la manière de rectifier.
6. Citant la tradition dans le but de déclarer l'interprétation: Shaykh Tusi a utilisé l'interprétation et la rationalisation pour rectifier les traditions concordantes et conflictuelles.

Par conséquent, Shaykh Tusi a procédé à son travail en trois étapes:  
1. Transmettre une tradition qui vérifie chaque problème
2. Transmettre une tradition qui contraste avec le premier ensemble de traditions
3. Transmettre la tradition qui affirme l'interprétation

Tahdhib al-Ahkam contient les éléments suivants: 
I: Tahara (en arabe : الطهارة (Taharah))
II: Prière
III: impôt religieux
IV: le jeûne réglementé par la jurisprudence islamique
V: Pèlerinage
VI: Guerre sacrée
VII: Les jugements et exigences juridiques (en arabe : القضاء و الاحکام)
VIII: Acquisitions (en arabe : المکاسب )
IX: Commerce (en arabe : التجارة )
X: Le mariage dans l'islam
XI: Divorce
XII: Manumission d'esclaves
XIII: Serments, vœux et expiations
XIV: Chasse et abattage rituel
XV: Dotations et aumônes
XVI: Legs
XVII: Règles formelles de succession
XVIII: Peine prescrite par révélation
XIX: Indemnités pour préjudice corporel
Selon la publication de Najaf, Tahdhib al-Ahkam comprenait 409 chapitres, 13988 traditions et selon le décompte de Muhaddis Noori, il comprenait 393 chapitres, 13590 traditions. Cet écart entre les rapports a conduit par erreur au comptage.

## Voir également
- quatre livres
- Wasa'il al-Shia
- Al-Kafi
- Man La Yahduruhu al-Faqih
- Al-Wafi
- Coran